# Yanjing, Gansu
Yanjing  är en köping i nordvästra Kina. Den ligger i Zhang härad i staden Dingxi i provinsen Gansu,, omkring 140 kilometer sydost om provinshuvudstaden Lanzhou. Antalet invånare är 13 371. Befolkningen består av 6 424 kvinnor och 6 947 män. Barn under 15 år utgör 20,0 %, vuxna 15-64 år 71 %, och äldre över 65 år 8,0 %.